# Palais des ducs (Riom)
Le  palais des ducs d'Auvergne est l'ancien complexe palatial construit par Jean de Berry, duc de Berry et d'Auvergne, situé à Riom,.
Les différents corps du logis ont été détruits au début du XIXe siècle pour réaliser l'actuelle cour d'appel installée en 1831. L'ensemble des vestiges palatiaux sont conservés au titre des monuments historiques depuis 1979.

## Présentation
Peu de choses sont connues des premiers complexes seigneuriaux de Riom. Il existait un palais comtal puis une construction ducale du XIIIe siècle à la suite de la conquête de l'Auvergne par le roi de France Philippe-Auguste sur le comte Guy II d'Auvergne.

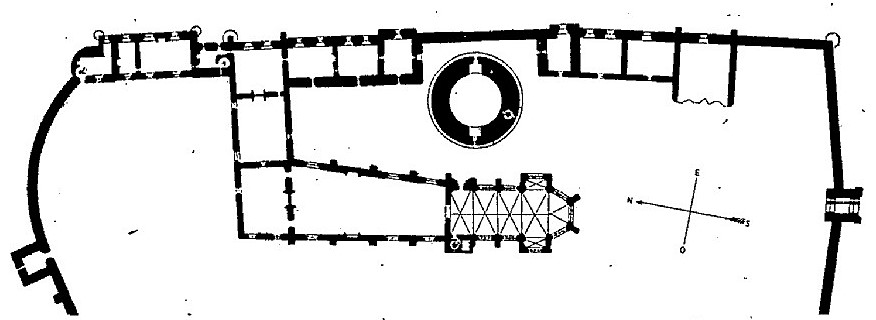
Plan du palais des ducs d'Auvergne par Paul Gauchery,
Congrès archéologique de France : Puy-de-Dôme, Société française d'archéologie, Paris, 1913.

Lorsque le jeune frère du roi Jean Ier de Berry, reçoit ses apanages en 1360 et 1369, chacun des domaines dispose d'une centre de gouvernement et d'administration, où d'importants travaux sont entrepris. Riom joue ce rôle pour le duché d'Auvergne, où Jean réside régulièrement. Rapidement des embellissements sont apportés à la résidence par son architecte, Guy de Dammartin. Les principales transformations ont lieu entre 1382 et 1389 avec l'embellissement de la grande salle, la construction d'un corps de logis en retour et surtout de la Sainte-Chapelle. Seule la tour Bonan, grosse tour ronde du château construit par Alphonse de Poitiers, est conservée.
Le palais passe ensuite à sa fille, et aux descendants de celle-ci, de la maison des Bourbon jusqu'au connétable Charles III.

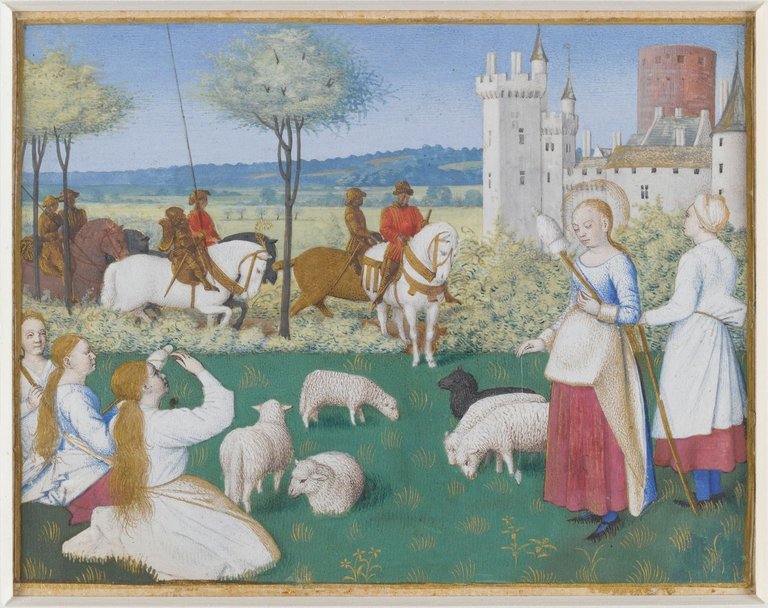
Sainte Marguerite gardant les moutons par Jean Fouquet dans le Livre d'heures d'Étienne Chevalier (années 1450).
Le décor est la région de Riom et le château représenté est le palais de Riom avec sa Sainte-Chapelle et la Tour Bonan.

Lorsque le domaine retourne à la Couronne en 1527, le palais perd sa dimension résidentielle, ne conservant que sa part administrative. Le château devient le siège de la généralité de Riom quand elle est créée, en 1542, puis le lieu de la justice royale pour la sénéchaussée, en 1551, enfin, d'un présidial, en 1552. Le château reste, jusqu'à la Révolution, le siège des principales juridictions royales.
En 1780, les bâtiments sont en mauvais état. À la Révolution, le château est transformé en habitations et en prison. En 1790, il devient le siège du tribunal du district, puis, en 1800, une cour d'appel. Ces travaux d'aménagement sont confiés à Claude-François-Marie Attiret (1750-1823), architecte de la ville de Riom, et s'achèvent en 1799. Le décret impérial du 10 mai 1811 fixe définitivement la Cour d'appel à Riom.
En 1824, il est décidé de détruire l'ancien palais. Un nouveau palais de justice est construit de 1825 à 1841 par l'architecte Guillaume-Thérèse-Antoine Degeorge (1787-1868) en s'inspirant du Palais Farnèse. La tour Bonan, dernier vestige du château construit par Alphonse de Poitiers, est démolie en 1826. Le palais n'a été inauguré que le 5 juillet 1862 par Napoléon III à la demande de son ministre riomois, Eugène Rouher.
Dès lors, seule subsiste du palais médiéval la Sainte-Chapelle qui a été restaurée en 1850.
Cette affectation judiciaire se poursuit ensuite au XIXe siècle et jusqu'à nos jours.

## Production littérale de la cour ducale
Certains ouvrages médiévaux ont été produits dans le palais ducal de Riom. C'est par exemple le cas du Recueil de Riom, livre de recettes et de cuisine en moyen français et produit à la cour de Jean de Berry,,.